# 560 Dywizja Piechoty (III Rzesza)
560 Dywizja Piechoty (niem. 560. Infanterie-Division) – jedna z niemieckich dywizji piechoty. Utworzona przez X Okręg Wojskowy 1 sierpnia 1944 jako dywizja 30 fali mobilizacyjnej w Moss w Norwegii. Jeszcze w tym samym miesiącu, 10 sierpnia,  została przekształcona w 560 Dywizję Grenadierów Ludowych (560. Volksgrenadier-Division). Dowodził nią generał porucznik Erich Hofmann.
Dywizja wzięła udział w operacji ardeńskiej w ramach 5 Armii Pancernej w grudniu 1944. Później została włączona do II Korpusu Pancernego SS i działała w regionie Eifel. Szlak bojowy zakończyła w kotle Ruhry 16 kwietnia 1945.

## Struktura organizacyjna
- 1128  pułki grenadierów,
- 1129  pułki grenadierów,
- 1130  pułki grenadierów,
- 1560  pułki artylerii,
- 560  batalion fizylierów,
- 1560  batalion przeciwpancerny,
- 1560  batalion inżynieryjny,
- 1560  batalion łączności,
- 1560 dywizyjne oddziały zaopatrzeniowe